# Predrag Simić
Predrag Simić (serbisch-kyrillisch Предраг Симић, * 31. August 1954 in Belgrad; † 18. Januar 2015 ebenda) war ein jugoslawischer bzw. serbischer Politikwissenschaftler und Diplomat.

## Leben
Predrag Simić studierte Politikwissenschaft an der Universität Belgrad und wurde dort 1988 promoviert. Von 1988 bis 1997 war er Direktor des Institut za međunarodnu politiku i privredu (Institut für internationale Politik und Wirtschaft). Ab 1999 war er Mitglied der Partei Srpski Pokret Obnove und Berater von deren Vorsitzendem Vuk Drašković. Von Oktober 2000 bis Januar 2001 war er Stellvertreter des serbischen Ministers für internationale Wirtschaftsbeziehungen, Goran Pitić, im Kabinett von Milomir Minić. 2001 bis 2004 war er Inhaber des Lehrstuhls für Internationale Beziehungen an der Universität Belgrad und zugleich Direktor der Diplomatenakademie Belgrad.
Von 2004 bis 2009 war er als Botschafter in Frankreich, bis 2006 als Botschafter von Serbien und Montenegro, dann als Botschafter Serbiens. Zuletzt war er ordentlicher Professor für Internationale Beziehungen und Außenpolitik an den Universitäten Belgrad und Podgorica.

## Veröffentlichungen

### Bücher
- Put u Rambuje. Kosovska kriza 1995-2000 (Der Weg nach Rambouillet. Die Kosovo-Krise 1995–2000), 2000, ISBN 86-7204-027-9
- (mit Gordana Ilić): The European Union, NATO and their Southeastern European neighbors, 2002, ISBN 86-7067-077-1
- Tito i NATO. Uspon i pad druge Jugoslavije (Tito und die NATO. Aufstieg und Fall des zweiten Jugoslawien), 2008, ISBN 978-86-7446-142-6

### Artikel in Zeitschriften und Sammelbänden
- Bürgerkrieg in Jugoslawien. Vom lokalen Konflikt zur europäischen Krise, in: Südosteuropa-Mitteilungen (ISSN 0340-174X), Jg. 33.1993, S. 35–49
- Der Bürgerkrieg in Jugoslawien und die neuen Staaten auf dem Territorium der früheren Sozialistischen Föderativen Republik Jugoslawien, in: Demokratie und Marktwirtschaft in Osteuropa, hrsg. v. Werner Weidenfeld, 1993, ISBN 3-89204-079-6, S. 253–281
- Situation et perspectives des pays de ex-Yugoslavie, in: Politique étrangère, Jg. 59.1994, S. 129–222
- Dynamics of the Yugoslav crisis, in: Security dialogue (ISSN 0967-0106), Jg. 26.1995, S. 153–172
- Plans for the enlargement of the North Atlantic Treaty. On the eve of the NATO Summit in Madrid, in: Review of international affairs (ISSN 0486-6096), Jg. 48.1997, S. 11–24
- Yugoslav foreign policy. Continuity and changes, in: Perceptions (ISSN 1300-8641), Jg. 2.1997, S. 107–134
- Balkans and Balkanisation. Western perceptions of the Balkans in the Carnegie Commission's reports on the Balkan Wars from 1914 to 1996, in: Perceptions (ISSN 1300-8641), Jg. 18.2013, S. 113–134